# Estádio de Araguaína
Estádio de Araguaína – stadion piłkarski, w Araguaína, Tocantins, Brazylia, na którym swoje mecze rozgrywa klub Araguaína Futebol e Regatas.